# Gare de Meitetsu Nagoya
La gare de Meitetsu Nagoya (名鉄名古屋駅, Meitetsu Nagoya-eki) est une gare ferroviaire de la ville de Nagoya, dans la préfecture d'Aichi au Japon. Elle est exploitée par la compagnie Meitetsu.

## Situation ferroviaire
Gare souterraine, Meitetsu Nagoya est située au point kilométrique (PK) 68,0 de la ligne principale Meitetsu Nagoya.

## Histoire
La gare a été inaugurée le 12 août 1941 sous le nom de gare de Shin-Nagoya (新名古屋駅). Elle prend son nom actuel en 2005.

## Services aux voyageurs

### Accès et accueil
La gare est située en souterrain, sous le grand magasin Meitetsu.

### Desserte

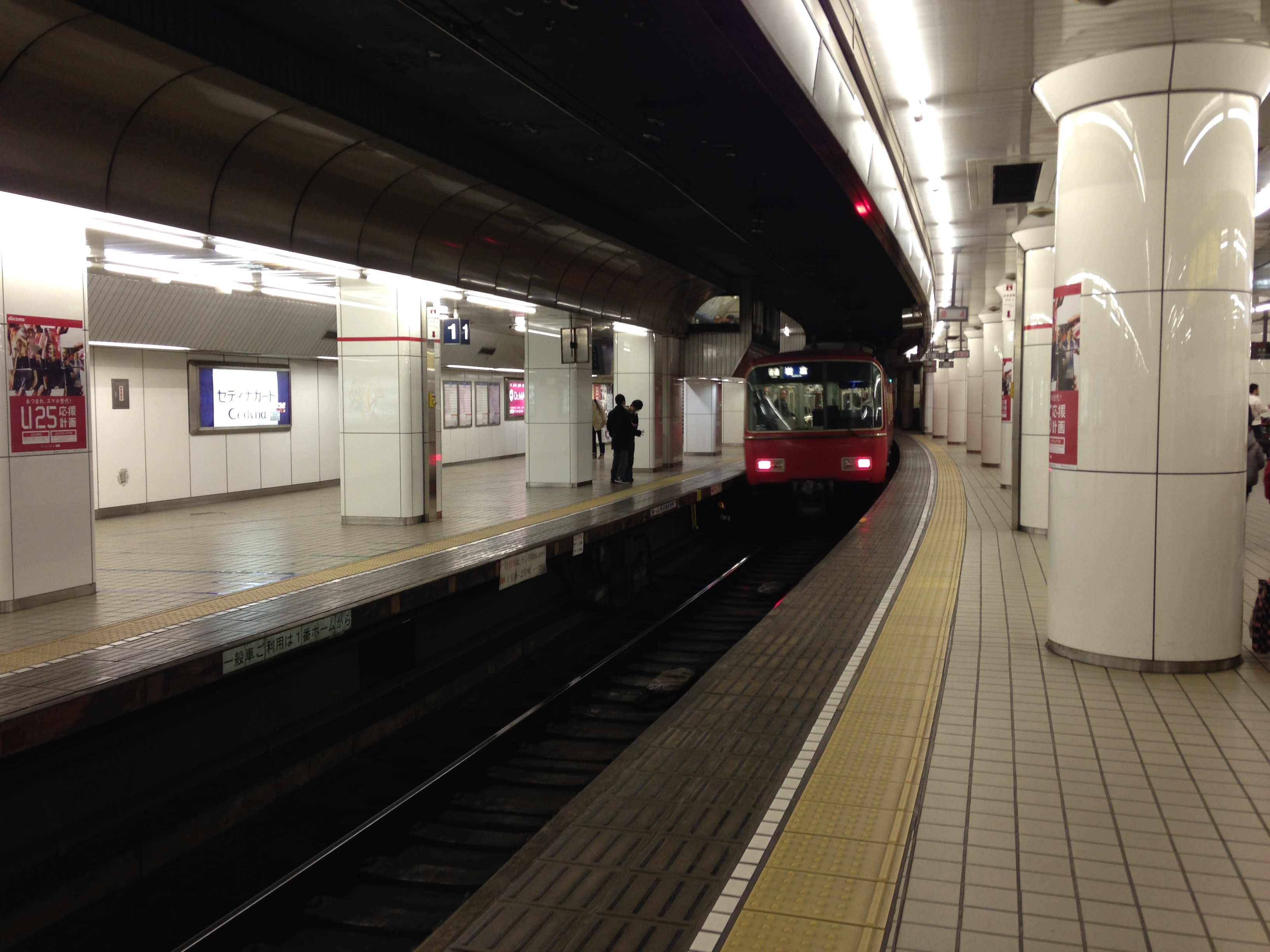
Quais de la gare

- voies 1 et 2 : direction

■ Ichinomiya et Gifu (par la ligne principale Nagoya)
■ Inuyama (par la ligne Inuyama)
■ Shin Kani (par la ligne Hiromi)
■ Tsushima (par la ligne Tsushima)
■ Saya (par la ligne Bisai)
- voies 3 et 4 : direction

■ Kanayama et Toyohashi (par la ligne principale Meitetsu Nagoya)
■ Toyokawa-inari (par la ligne Toyokawa)
■ Nishio (par la ligne Nishio)
■ Tokoname (par la ligne Tokoname)
■ Aéroport international du Chūbu (par la ligne Aéroport)
■ Kōwa (par la ligne Kōwa)
■ Utsumi (par la ligne Chita)

### Intermodalité
Les gares de Nagoya (JR Central, métro de Nagoya) et de Kintetsu-Nagoya (Kintetsu) sont situées à proximité de la gare.